# Тери, Эдён
Эдён Тери (венг. Téry Ödön; 8 июля 1890, Будапешт — 7 июня 1981, Belvedere, Южная Каролина) — венгерский гимнаст, серебряный призёр летних Олимпийских игр 1912 года.